# ميغيل ميخيا بارون
ميغيل ميخيا بارون (بالإسبانية: Miguel Mejía Barón)‏ هو مدرب كرة قدم ولاعب كرة قدم مكسيكي في مركز الدفاع، ولد في 17 أبريل 1944 في مدينة مكسيكو في المكسيك. لعب مع نادي أونيفرسيداد ناسيونال.